# Anne Meuwese
Anne Claartje Margreet Meuwese (Nijmegen, 16 juni 1980) is een Nederlands jurist gespecialiseerd in het staatsrecht en het bestuursrecht. Meuwese is hoogleraar aan de Universiteit Leiden.
Meuwese volgde het gymnasium aan het Stedelijk Gymnasium Nijmegen, waar ze in 1996 eindexamen deed. Het jaar daarop bezocht ze in het kader van een uitwisseling de Horikawa High School in Kyoto, Japan. Ze ging vervolgens rechten studeren aan de Universiteit Leiden, waar ze in 2002 cum laude afstudeerde in het staats- en bestuursrecht. Tijdens haar studie werd ze lid van Mordenate College, de studievereniging voor excellente rechtenstudenten opgericht door Hein Schermers. Via Mordenate studeerde ze een semester aan Sciences Po in Parijs en na haar afstuderen in Leiden nog een jaar aan Balliol College, Universiteit van Oxford, waar ze de graad Magister Juris behaalde en specialiseerde in vergelijkend en Engels publiekrecht, rechtsfilosofie en politieke theorie, en reguleringsvraagstukken.
In 2003 kreeg ze een aanstelling als PhD-fellow bij de Leidse afdeling staats- en bestuursrecht, waar ze onder begeleiding van Wim Voermans schreef aan een proefschrift over impact assessments in het Europese wetgevingsproces. Tijdens haar promotie-onderzoek volgde ze een summer school aan het Europees Universitair Instituut in Florence en liep ze stage bij het secretariaat-generaal van de Europese Commissie. Op 6 februari 2008 promoveerde Meuwese cum laude op het proefschrift Impact Assessment in EU Lawmaking. Ze was toen werkzaam als postdoctoraal onderzoeker aan de Universiteit van Exeter en zou vervolgens nog twee jaar werken aan de Universiteit van Antwerpen.
In 2010 werd Meuwese benoemd tot universitair hoofddocent bij de afdeling publiekrecht van de Tilburg University, waar ze vervolgens in 2013 hoogleraar werd met als leeropdracht Europees en vergelijkend publiekrecht. Op 13 juni 2014 hield ze daar haar oratie getiteld Gedragsgericht publiekrecht. Haar onderzoek richt zich met name op wetgeving en de invloed van technologie en digitalisering op de rechtsstaat. In 2016 trad ze op als ere-promotor bij de verlening van een eredoctoraat aan de Nieuw-Zeelandse jurist Benedict Kingsbury. In 2020 keerde ze terug naar haar alma mater, de Universiteit Leiden, als hoogleraar staats- en bestuursrecht, met als leeropdracht Public Law and Governance of Artificial Intelligence. Ze hield haar oratie, getiteld Alles wat je altijd al had willen weten over overheidsbesluitvorming, op 7 juli 2023. In 2021 ontving Meuwese een PDI-SSH-subsidie voor haar onderzoek naar kunstmatige intelligentie en de rechtsstaat. Ze was co-projectleider van het NWO-MVI-onderzoeksproject "Burgervriendelijke datacommunicatie door overheden". Ook is ze redacteur van RegelMaat, een tijdschrift voor wet- en regelgevingsvraagstukken. In 2023 stond op de twaalfde plek van de D66-kandidatenlijst voor de verkiezingen voor het kiescollege niet-gezetenen voor de Eerste kamer; ze kreeg 68 stemmen en werd niet verkozen.